# Cerkiew św. Proroka Eliasza w Nowej Łuce
Cerkiew pod wezwaniem św. Proroka Eliasza – prawosławna cerkiew filialna w Nowej Łuce. Należy do parafii Świętych Apostołów Piotra i Pawła w Lewkowie Starym, w dekanacie Hajnówka diecezji warszawsko-bielskiej Polskiego Autokefalicznego Kościoła Prawosławnego.
Świątynia powstała z inicjatywy proboszcza parafii w Lewkowie Starym, ks. Leonidasa Jankowskiego oraz dawnych mieszkańców nieistniejących już wsi: Bołtryki, Budy, Garbary, Łuka i Rudnia.
Cerkiew wzniesiono w lesie na obrzeżach Nowej Łuki w latach 1999–2005; konsekracji dokonał metropolita Sawa 17 września 2005.
Budowla murowana, o 3 kopułach. Wewnątrz mieści się ikonostas (wykonany przez miejscowego stolarza i ówczesnego sołtysa wsi Nowa Łuka, Wiaczesława Korolczuka) z ikonami napisanymi w Policealnym Studium Ikonograficznym w Bielsku Podlaskim.